# شیرجه در المپیک تابستانی ۱۹۸۸
شیرجه در بازی‌های المپیک تابستانی ۱۹۸۸ نام رویداد ورزش شیرجه در بازی‌های المپیک تابستانی بود که در سال ۱۹۸۸ برگزار شد.

## جدول مدال‌ها
| رتبه | کشور                      | طلا | نقره | برنز | مجموع |
| ۱    | چین (CHN)                 | ۲   | ۳    | ۱    | ۶     |
| ۲    | ایالات متحده آمریکا (USA) | ۲   | ۱    | ۲    | ۵     |
| ۳    | مکزیک (MEX)               | ۰   | ۰    | ۱    | ۱     |

## کشورهای شرکت کننده
| - آرژانتین (۱) - استرالیا (۵) - اتریش (۲) - باهاما (۱) - باربادوس (۱) - بلژیک (۱) - برزیل (۱) - کانادا (۶) - چین (۸) - آلمان شرقی (۴) - اکوادور (۱) | - فنلاند (۱) - فرانسه (۲) - بریتانیای کبیر (۵) - هنگ کنگ (۲) - مجارستان (۳) - ایتالیا (۴) - ژاپن (۴) - کویت (۱) - مکزیک (۳) - هلند (۲) - نروژ (۱) | - لهستان (۱) - کره جنوبی (۲) - اتحاد شوروی (۸) - اسپانیا (۲) - سوئد (۲) - سوئیس (۲) - ایالات متحده آمریکا (۷) - آلمان غربی (۶) - زیمبابوه (۱) - ونزوئلا (۱) |